# Diplothrix legata
Diplothrix legata és una espècie de mamífer rosegador de la família dels múrids. És endèmica de les Illes Ryūkyū (Japó), on viu a altituds d'entre 300 i 400 msnm. El seu hàbitat natural són els boscos montans. Està amenaçada per la desforestació, així com per la depredació per gossos i gats ferals i mangostes de Java introduïdes. El seu nom específic, legata, significa ‘ambaixadora’ en llatí.